# Paul de Lagarde
Paul Anton de Lagarde (született: Paul Bötticher) (Berlin, 1827. november 2. – Göttingen, 1891. december 22.) német kultúrfilozófus és orientalista.

## Életútja
Tanult a berlini és hallei egyetemeken 1844-től 1847-ig. Tanított Berlinben mint gimnáziumi tanár 1855-től 1866-ig és 1869-től a keleti nyelvek tanára volt Göttingenben. Óriási nyelvismerete és szövegkritikai jártassága által nagy érdemeket szerzett magának a tudományos teológia terén. Irodalmi munkásságát 1854-ben Didascalia apostolorum syriace című művével kezdte meg. Ezután haláláig alig múlt el olyan esztendő, melyben a keleti nyelvészet körébe vágólag valamely műve ne jelent volna meg. E művei közül a Septuaginta fordítás kritikájára nézve korszakalkotó volt Genesis címmel, Lipcsében 1868-ban megjelent műve. Jelesebb munkái még a nagyon sok közül: De novo testamento ad versionum orientalium fidem edendo (1866); Reliquiae juris ecclesiastici antiquissimae syriace et graece (1856); Libri veteris testamenti apocryphi syriace (1861); Constitutiones apostolorum graece (1862); Anmerkungen zur griech. Übersetzung d. Proverbien (1863); Die vier Evangelien arabisch etc. (1864); Der Pentateuch koptisch (1867); Armenische Studien (1877); Aegyptiaca (1883); Persische Studien (1884); Catenae in Evangelia Aegyptiacae, quae supersunt (1866).